# Galumna engelbrechti
Galumna engelbrechti är en kvalsterart som beskrevs av Sandór Mahunka 1997. Galumna engelbrechti ingår i släktet Galumna och familjen Galumnidae. Inga underarter finns listade i Catalogue of Life.